# Tokuma Suzuki
Tokuma Suzuki (jap. 鈴木 徳真, Suzuki Tokuma; * 12. März 1997 in der Präfektur Tochigi) ist ein japanischer Fußballspieler.

## Karriere
Tokuma Suzuki erlernte das Fußballspielen in der Schulmannschaft der Maebashi Ikuei High School sowie in der Universitätsmannschaft der Universität Tsukuba. Seinen ersten Profivertrag unterschrieb er 2019 bei Tokushima Vortis. Der Verein aus Tokushima, einer  Großstadt in der gleichnamigen Präfektur Tokushima auf der Insel Shikoku, spielte in der zweithöchsten japanischen Liga, der J2 League. Mit Vortis feierte er 2020 die Zweitligameisterschaft und den Aufstieg in die erste Liga. Nach nur einer Saison musste er mit Vortis als Tabellensiebzehnter wieder in die zweite Liga absteigen. Nach dem Abstieg verließ er den Verein und schloss sich dem Erstligisten Cerezo Osaka aus Osaka an. Nach zwei Spielzeiten, in denen er 44 Ligaspiele bestritt, wechselte er nach Suita zum ebenfalls in der ersten Liga spielenden Gamba Osaka. Am 24. November 2024 stand er mit Gamba im Endspiel des Kaiserpokals. Hier verlor man 1:0 gegen Vissel Kōbe.

## Erfolge
Tokushima Vortis
- Japanischer Zweitligameister: 2020  ▲

Gamba Osaka
- Japanischer Pokalfinalist: 2024